# Delphinium giraldii
Delphinium giraldii là một loài thực vật có hoa trong họ Mao lương. Loài này được Diels mô tả khoa học đầu tiên năm 1905.